# Регіональний інформаційний портал
Регіональний інформаційний портал (в деяких джерелах Регіональний інформаційний сайт, або Міський сайт) — вебсайт, який виконує функцію з'єднання різної інформації за територіальним принципом (в тому числі Горизонтальний портал — орієнтований на одну територію). Є різновидом Інтернет-ЗМІ, засобу масової інформації. Часто найпопулярніший сайт в місті або регіоні. Навколо регіонального порталу часто формується Інтернет-спільнота.